# Club Basket Bilbao Berri
Club Basket Bilbao Berri, és un club de bàsquet de la ciutat de Bilbao (País Basc). Es va fundar el 7 de març del 2000, substituint a l'anterior equip de bàsquet bilbaí ja desaparegut, el CB Caja Bilbao.

## Història

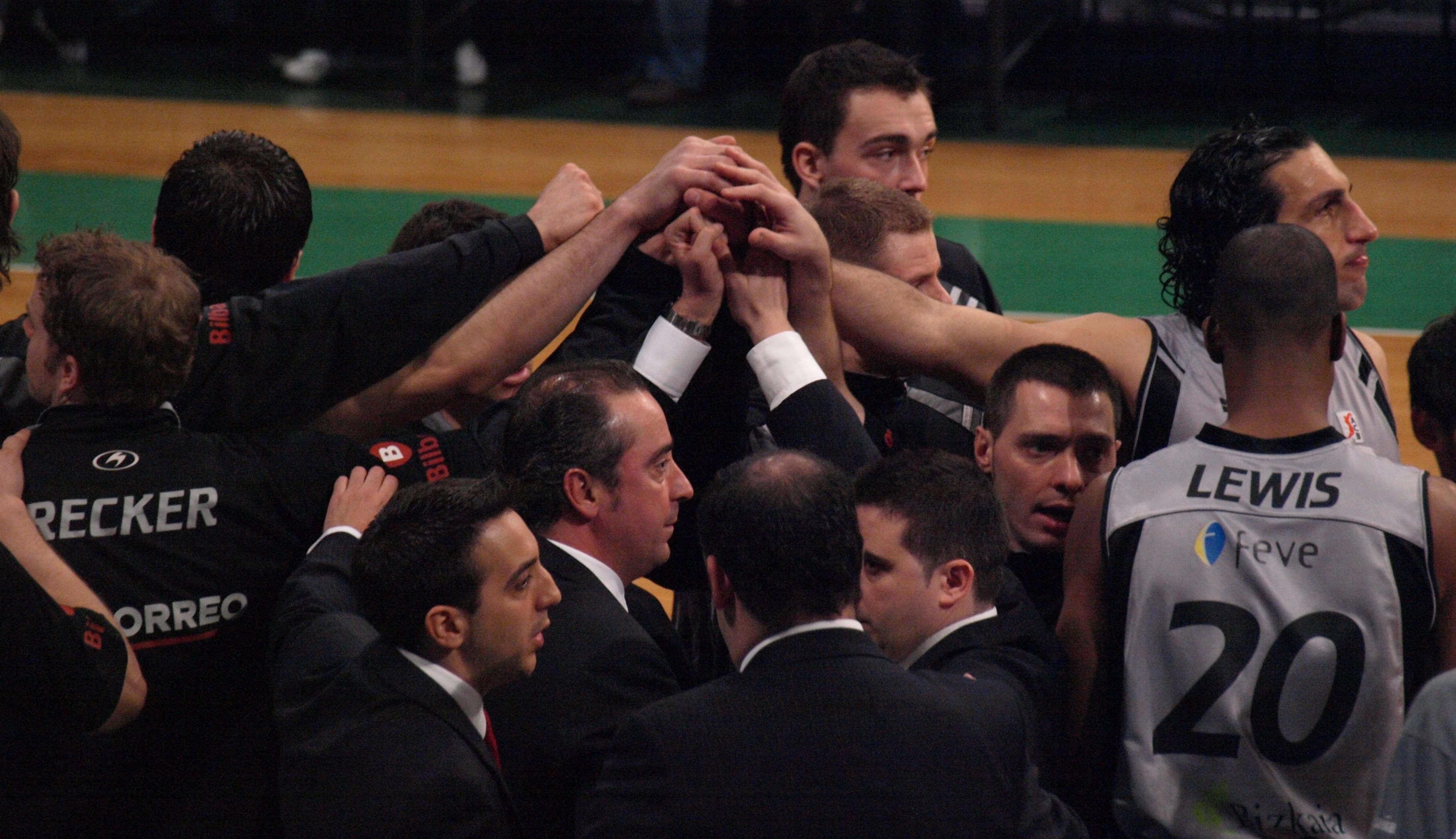
Plantilla i cos tècnic del Bilbao Basket durant un temps mort del partit disputat en el pavelló Olímpic de Badalona davant el DKV Joventut corresponent a la temporada regular de la lliga ACB 2008/09

El club va començar jugant en una de les divisions més baixes, la LEB-2. Durant la seva segona temporada, la 2001/02, després de jugar els play-off, va aconseguir l'ascens a la divisió de plata, la LEB. Finalment, durant la temporada 2003/04 el Bilbao Basket va aconseguir un no ascens, aquesta vegada a la categoria d'or, la lliga ACB. A part del patrocinador principal, el grup immobiliari Iurbentia, que fa que l'equip s'anomeni Iurbentia Bilbao Basket, el club també té altres patrocinadors importants com FEVE, El Correo i la Diputació Foral de Biscaia, entre d'altres.
Juga a la Lliga ACB, amb un dels pressupostos més petits de la lliga. Durant la temporada 2005/06, va aconseguir derrotar per primera vegada al seu màxim rival, el TAU Cerámica, al BEC (Bilbao Exhibition Center) davant de 12.500 espectadors. També va vèncer al pavelló La Casilla al Winterthur F.C. Barcelona i al Unicaja Málaga (Campió de la Lliga Regular).
Va ser al BEC on el Bilbao basket va aconseguir el rècord d'assistència a un partit d'ACB amb 15.414 persones el 6 de gener de 2007 davant el TAU Cerámica.
Entre els seus components destaquen Txus Vidorreta, l'entrenador amb el qual es van aconseguir els ascensos; Javi Salgado, jugador bilbaí del barri de Santutxu i capità de la plantilla, Lucas Recker, aler nord-americà o Marco Banic, participant en els jocs olímpics de Pequín amb la selecció de Croàcia.
La temporada 2013-2014 el Bilbao Basket va disputar la lliga ACB i la ULEB EuroCup.
La ACB no va inscriure el club en l'edició 2014-15 de la Lliga ACB al no complir els requisits establerts i el reglament de la competició, però després d'un recurs al Tribunal administratiu de l'esport, la ACB es va veure obligada a permetre la inscripció del Bilbao Basket a la lliga.

## Historial
| Temporada         | Categoria | Posició | Balanç | Play-offs       | Copa            |
| Temporada 2000-01 | LEB2      | 13a     |        | -               |                 |
| Temporada 2001-02 | LEB2      | 1a      |        | Ascens          |                 |
| Temporada 2002-03 | LEB       | 4a      |        |                 |                 |
| Temporada 2003-04 | LEB       | 1a      |        | Ascens          |                 |
| Temporada 2004-05 | ACB       | 14a     |        | -               |                 |
| Temporada 2005-06 | ACB       | 15a     |        | -               |                 |
| Temporada 2006-07 | ACB       | 10a     |        | -               |                 |
| Temporada 2007-08 | ACB       | 6a      |        | Quarts de final |                 |
| Temporada 2008-09 | ACB       | 8a      |        | Quarts de final |                 |
| Temporada 2009-10 | ACB       | 9a      |        | -               |                 |
| Temporada 2010-11 | ACB       | 6a      |        | Subcampió       |                 |
| Temporada 2011-12 | ACB       | 6a      |        | Quarts de final |                 |
| Temporada 2012-13 | ACB       | 6a      | 19-15  | Quarts de final | Quarts de final |
| Temporada 2013-14 | ACB       | 14a     | 12-22  | -               | -               |

## Pavelló
El 24 de setembre de 2010 el Palau dels Esports de Bilbao, el Bilbao Arena es va convertir en una realitat. La pista compta amb 3.500 seients a la grada fixa, més de 5.000 a les grades retràctils i llotges, tant de pista com VIP, completa un aforament proper als 8.800 espectadors i disposa d'una completa xarxa d'accessos mitjançant transport públic, que facilita la mobilitat de les persones assistents als esdeveniments esportius i de tota classe que se celebraran en el nou complex esportiu de Miribilla a partir del proper mes d'octubre.
Anteriorment jugava al Pavelló d'Esports Municipal de la Casilla, amb capacitat per a 5.200 espectadors.

### Números retirats
- 14 Javi Salgado, Base, 2001–2010

## Palmarès
- Campió Copa LEB 2 Temporada 2001-02
- Campió Lliga LEB 2 Temporada 2001-02. Ascens a Lliga LEB 1
- Campió Lliga LEB 1 Temporada 2003/04. Ascens a Lliga ACB